# John I. Thornycroft & Company

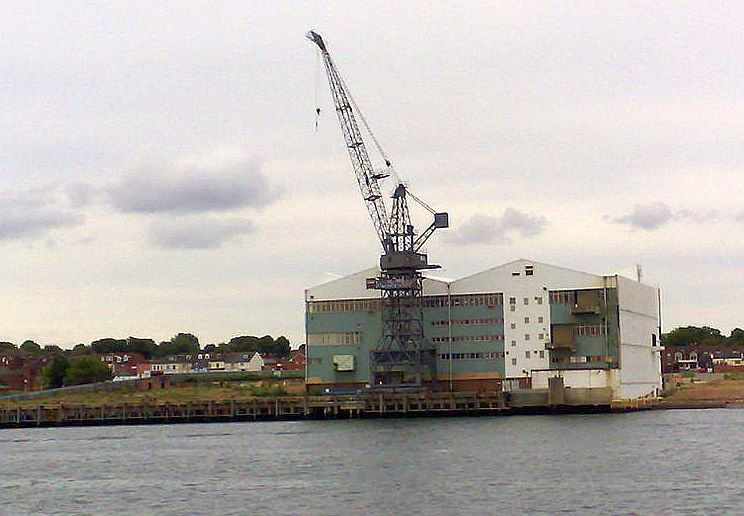
Blick auf die Werfthalle in Woolston

John I. Thornycroft & Company Limited, meist nur Thornycroft genannt, war ein britisches Schiffbauunternehmen, das von John Isaac Thornycroft im 19. Jahrhundert gegründet wurde.

## Geschichte
Der 16-jährige Thornycroft begann bereits 1859, nur mit der Unterstützung seiner jüngeren Schwester, mit dem Bau seiner ersten kleinen Dampfbarkasse im väterlichen Hinterhof in Chiswick an der Themse. 1864 kehrte er von einer Ingenieursausbildung in Glasgow zurück und begann mit dem Bau weiterer Dampfbarkassen.
Mit dem kommerziellen Schiffbau begann er 1866 auf seiner eigenen Werft in Church Wharf in Chiswick. Hier konstruierte er 1873 einen Schiffstyp, aus dem später das Torpedoboot entstand, die Rap für Norwegen. 1877 folgte die HMS Lightning für die Royal Navy. 1898 lief das Divisionstorpedoboot D 10 für die deutsche Kaiserliche Marine vom Stapel.
Um 1904 eröffnete Thornycroft die Hampton Launch Works ein Ableger seines Bootsbaubetriebes in Chiswick, den er in den 1860er Jahren gegründet hatte auf Platt’s Eyot einer Insel in der Themse. Dieser Betrieb konzentrierte sich auf den Bau von offenen und geschlossenen Vergnügungsbooten. Der Erfolg des Unternehmens erregte die Aufmerksamkeit der Marine und führte zu entsprechenden Aufträgen. Ein neuer größerer Betrieb wurde in Southampton wurde eröffnet, der die Hauptstätte des Unternehmens war, doch auf der Insel wurden im Ersten und im Zweiten Weltkrieg kleine Boote für die britische Marine gebaut. 1916 gab die Marine den Auftrag für ein neues schnelles mit Torpedos bewaffnetes Motorboot, das von Thorneycroft unter Geheimhaltung auf der Insel gebaut wurde. Um diese Zeit wurden vier neue Bootshallen auf der Insel gebaut. Die Hallen wurden von Augustine Alban Hamilton Scott entworfen und mit dem Belfast Traversen System, das im Ersten Weltkrieg entwickelt worden war, um große Hallendächer wie bei Flugzeughangars zu bauen, gebaut. Nur wenige Bootshallen wurden auf diese Art und Weise gebaut.
Während des Zweiten Weltkrieges wurden in dem Betrieb auf Platt’s Eyot Motortorpedoboote, Motorboote und Landungsfahrzeuge. Thornycrofts stellte den Schiffsbau auf der Insel 1966 ein.
Im Juni 1904 beschloss das Unternehmen nach Woolston in Hampshire umzuziehen, wo es den Werftbetrieb von Mordey, Carney & Company übernahm. Die ursprüngliche Werft in Chiswick wurde im August 1909 geschlossen. Das erste Schiff, das Thornycroft auf der Werft in Woolston für die Royal Navy baute, war ein Zerstörer der ersten Tribal-Klasse, die HMS Tartar.
Nach John Isaac Thornycrofts Tod im Jahr 1928 übernahm sein Sohn John Edward Thornycroft und seine Tochter Blanche Thornycroft die Leitung des Unternehmens, an der zeitweise mit Thomas Thornycroft auch ein weiterer Sohn beteiligt wurde.
1966 schloss sich Thornycroft mit Vosper & Co. in Portsmouth am Solent zu Vosper Thornycroft zusammen. Die ehemalige Vosper Werft war für ihre Boote der Vosper-Klasse bekannt, während Thornycroft für den Bau von Zerstörern und anderen größeren Schiffseinheiten stand.
Am 1. Juli 1977 wurde die Werftengruppe in die staatliche British Shipbuilders Corporation eingegliedert. 1985 wurde sie nach einem Management Buy-out unter dem alten Namen reprivatisiert.
Seit 2002 firmiert Vosper Thornycroft unter der Bezeichnung VT Group.

## Bei Thornycroft gebaute Schiffsklassen der Royal Navy
- Zerstörer der D-Klasse
- Küstenmotorboote
- Zerstörer der Shakespeare-Klasse (Flottillenführer)
- Zerstörer der M-Klasse
- Zerstörer der Hunt-Klasse Typ IV

## Torpedoboote für andere Seestreitkräfte
- Rap für Norwegen (Stapellauf 1873)
- Divisionsboot SMS D 10 für die deutsche Kaiserliche Marine (Stapellauf 1898)